# M3公路 (俄羅斯)

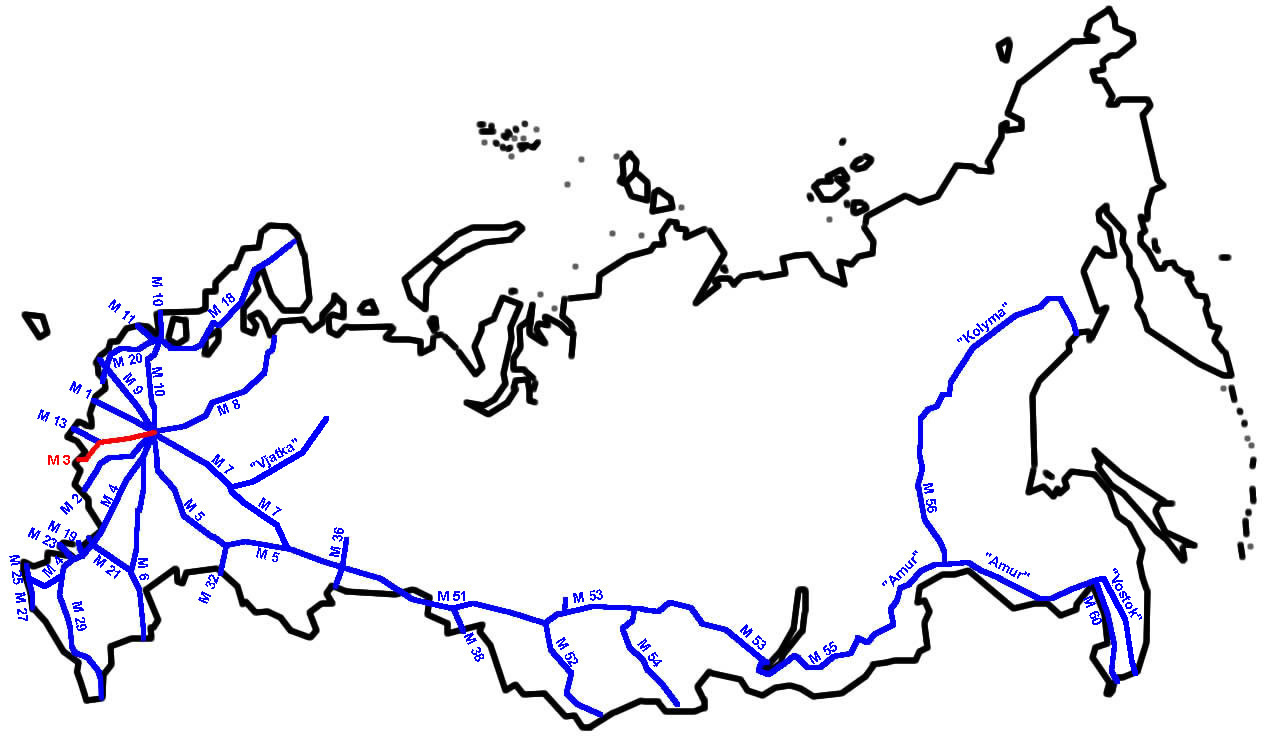
紅線為烏克蘭公路

M3聯邦公路，又稱烏克蘭公路（Украина）或基輔公路（Киевское шоссе），是俄羅斯的一條幹線公路，連接首都莫斯科和烏克蘭边境，俄段全長490公里。也是歐洲E101公路的一部分。

## 沿途主要城市
- 卡盧加
- 布良斯克